# Maria Wierzbowska (pediatra)
Maria Jadwiga Prokopowicz-Wierzbowska (ur. 7 grudnia 1894 we Lwowie, zm. 26 lutego 1964 we Wrocławiu) – polska lekarka, profesor nauk medycznych, pediatra, specjalista z zakresu nefrologii i hematologii dziecięcej, pracownik naukowy Akademii Medycznej we Wrocławiu.

## Życiorys
W latach 1913–1919 odbyła studia na Wydziale Lekarskim Uniwersytetu Jana Kazimierza we Lwowie. Po krótkim okresie pracy w szpitalu zakaźnym Wojska Polskiego, w 1921 roku podjęła zatrudnienie w Klinice Pediatrycznej w Warszawie, gdzie pracowała do 1934 roku. W latach 1934–1946 była ordynatorem, a następnie dyrektorem Domu Matki i Dziecka im. ks. Boduena w Warszawie. W trakcie wojny w domu tym schronienie znalazło wiele dzieci żydowskich. Oprócz tego prof. Wierzbowska w trakcie okupacji przechowywała w swoim mieszkaniu Ludwika i Hannę Hirszfeldów, a także inne osoby.
W 1946 wyjechała do Wrocławia, gdzie objęła stanowisko starszego asystenta, a następnie adiunkta w I Klinice Pediatrii. W 1950 została kierownikiem nowo powstałej II Katedry i Kliniki Pediatrii Wydziału Lekarskiego Akademii Medycznej we Wrocławiu. W tym samym roku została mianowana zastępcą profesora. Habilitowała się w 1951 roku, a w 1954 roku otrzymała tytuł profesora nadzwyczajnego.
Prowadzone przez nią badania dotyczyły zagadnień gruźlicy i patogenezy odczynów tuberkulinowych, patomechanizmu wrodzonej niedodmy płuc, choroby hemolitycznej u noworodków, etiopatogenezy chorób nerek ze szczególnym uwzględnieniem nerczycy lipidowej, zaburzeń wchłaniania jelitowego oraz leczenia białaczek u dzieci. Była twórcą i organizatorem szkoły nefrologicznej i hematologicznej we Wrocławiu. Była promotorem w trzech przewodach doktorskich (m.in. prof. Wandy Klinowskiej). Od 1950 roku przewodniczyła Polskiemu Towarzystwu Pediatrycznemu. Przed wojną była redaktorem naczelnym czasopisma „Pediatria Polska".

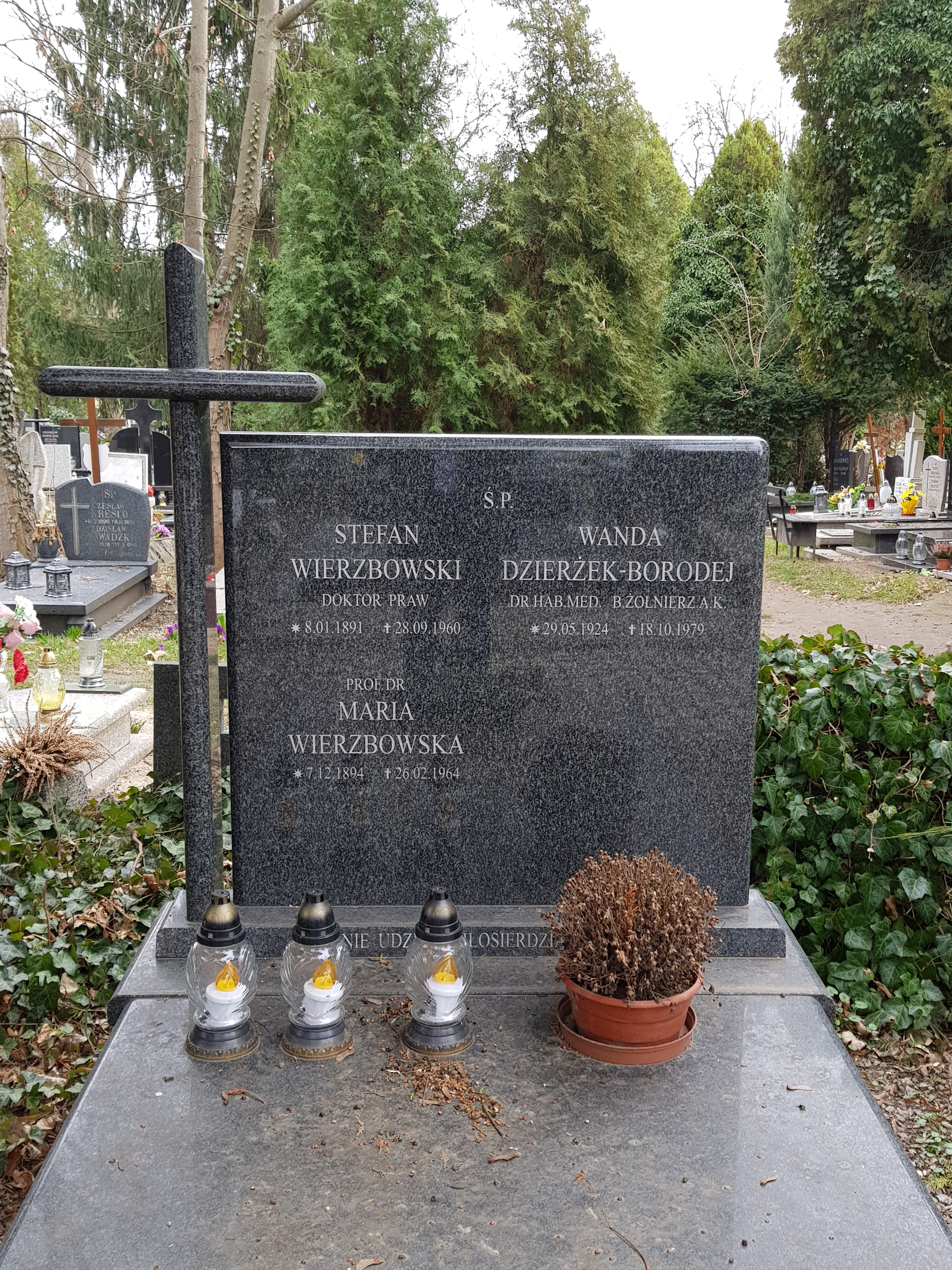
Grób prof. Marii Prokopowicz-Wierzbowskiej na cmentarzu św. Wawrzyńca we Wrocławiu

Zmarła nagle w trakcie wykładu dla studentów. Pochowana na cmentarzu św. Wawrzyńca we Wrocławiu.
W 2006 roku pośmiertnie nadano jej odznaczenie Sprawiedliwy wśród Narodów Świata.